# Cabra salvatge de Creta
La Cabra salvatge de Creta o kri-kri (Capra aegagrus creticus), 
que es considera generalment una subespècie de la cabra salvatge asiàtica, només es troba a la 
Gorja de Samarià a l'illa de Creta, i als tres petits illots vora Creta de Dia (davant Iràklio), Àgii Theódori (vora Khanià), i Agi Pandes (davant Àgios Nikólaos).
Segons les anàlisis genètiques, sembla que el kri-kri, no seria pròpiament una subespècie diferent de la cabra, sinó que seria un descendent tornat salvatge de les primeres cabres domesticades a la Mediterrània oriental al voltant del 9è mil·lenni aC. De fet, en llibertat 
s'ha creuat repetidament amb les cabres domèstiques.
De tota manera, sigui quin sigui el seu estatus taxonòmic, el kri-kri és un important símbol de la identitat cretenca.